# Небелівка (річка)
Небелівка — річка в Україні, в Уманському і Новоархангельському районах Черкаської та Кіровоградської областей. Ліва притока Ятрані (басейн Південного Бугу).

## Опис
Довжина річки 17 км, похил річки — 3,8 м/км. Формується з багатьох безіменних струмків та водойм. Площа басейну 148 км².

## Розташування
Бере початок у селі Оксанина. Тече переважно на південний захід через Небелівку і в селі Острівець впадає у річку Ятрань, праву притоку Синюхи.